# Marfaux
Marfaux település Franciaországban, Marne megyében. Lakosainak száma 111 fő (2022. január 1.). Marfaux Courmas, Chaumuzy, Écueil, Pourcy és Sacy községekkel határos.

## Népesség
A település népességének változása:
| Lakosok száma | 111  | 114  | 134  | 153  | 145  | 140  | 123  | 116  | 109  | 111  |
|               | 1968 | 1982 | 1990 | 2006 | 2013 | 2015 | 2017 | 2019 | 2020 | 2022 |